# Youxikou
Youxikou är en köping i sydöstra Kina. Den ligger i Youxi härad i staden Sanming i provinsen Fujian, omkring 93 kilometer nordväst om provinshuvudstaden Fuzhou. Antalet invånare är 992. Befolkningen består av 468 kvinnor och 524 män. Barn under 15 år utgör 16,0 %, vuxna 15-64 år 74 %, och äldre över 65 år 8,0 %.